# Trudny przypadek
Trudny przypadek (ang. hard case) – w teorii prawa sytuacja, w której organ wydający decyzję w procesie stosowania prawa ma do wyboru kilka możliwych rozwiązań, z których wszystkie można uznać za poprawne.
Problem trudnych przypadków dyskutowany był przede wszystkim w krajach anglosaskich, stając się jednym z głównych punktów spornych między różnymi koncepcjami teoretycznymi.
Zagadnienie trudnych przypadków pojawia się u Johna Austina. Austin, sprowadzając prawo do rozkazu suwerena, zauważa problem niejasności i niezupełności prawa. Aby temu zaradzić, suweren deleguje część swojej władzy na sędziów, by ci wyjaśniali i dookreślali niejasności prawne. Sędziowie stają się więc podobni suwerenowi, a ich rozkaz staje się prawem.
Nieostrość języka, czyli otwarty charakter tekstu prawnego, jest także przyczyną powstawania trudnych przypadków dla Herberta L. A. Harta. W trudnych przypadkach sędzia zmuszony jest wyjść poza obowiązujący system prawa i podjąć decyzję opierając się na innych przesłankach.
Koncepcja ta została skrytykowana przez Ronalda Dworkina, przede wszystkim za przypisywanie sędziom roli prawotwórczej. Opierając się na swojej integralnej filozofii prawa, autor ten wskazuje, że system prawny składa się nie tylko z reguł, ale także z zasad i nakazów polityki. Trudny przypadek to sytuacja, w której pojawia się niejasność odnośnie do reguł. Podejmując decyzję, sędzia powinien więc sięgnąć do zasad i nakazów polityki. Pozwalają one rozstrzygnąć trudny przypadek, jednocześnie nie wychodząc poza system prawny.